# Kościół św. Stanisława w Kostrzynie
Kościół świętego Stanisława w Kostrzynie – rzymskokatolicki kościół parafialny należący do parafii pod tym samym wezwaniem (dekanat przytycki diecezji radomskiej).

## Historia
Parafia została erygowana 12 grudnia 1924 roku, przez biskupa sandomierskiego Mariana Józefa Ryxa. 1 stycznia 1925 roku została odprawiona pierwsza msza święta w rycie trydenckim. Pierwotnie świątynia była jednonawowa, wykonana z drewna sosnowego i jodłowego w stylu podhalańskim. W latach 1926–1929 na podstawie projektu Kazimierza Prokulskiego została przebudowana. Od frontu znajduje się wieża o wysokości 15 metrów. Natomiast u spodu wieży są umieszczone: kruchta, chór, skarbiec i dzwonnica. Budowla nakryta jest niskim dachem z wystającym okapem. W 1953 roku świątynia otrzymała organy o 10 głosach